# Song Sun
Song Sun (en chinois 孙崧), né en 1987, est un mathématicien chinois dont les recherches portent sur la géométrie et la topologie. 

## Biographie
Sun fréquente lycée Huaining dans le comté de Huaining, Anhui, en Chine, avant d'être admis dans la classe spéciale pour jeunes doués de l'université de sciences et technologie de Chine en 2002. Après avoir obtenu un baccalauréat en sciences en 2006, il poursuit des études à l'université du Wisconsin à Madison, où il obtient un doctorat en mathématiques en 2010, avec une thèse dirigée par Xiuxiong Chen et intitulée « Kempf-Ness theorem and uniqueness of extremal metrics ».
Sun travaille comme chercheur associé à l'Imperial College de Londres avant de devenir professeur assistant à l'université Stony Brook en 2013. Il reçoit une bourse de recherche Sloan en 2014. En 2018, il a est nommé professeur associé au département de mathématiques de l'université de Californie à Berkeley.

## Prix et distinctions
Il est récipiendaire d'une bourse Sloan et lauréat du prix Oswald-Veblen de géométrie en 2019.
Il est conférencier invité au Congrès international des mathématiciens de 2018, à Rio de Janeiro ; titre de sa conférence : « Degeneration and Moduli Spaces in Kähler Geometry ». En 2021, il est l'un des trois lauréats du  Breakthrough Prize  – New Horizons in Mathematics « for many groundbreaking contributions to complex differential geometry, including existence results for Kähler–Einstein metrics and connections with moduli questions and singularities ».

## Recherche
En 2019, Sun a reçu le prix Oswald Veblen de géométrie, avec ses anciens directeurs de recherche Xiuxiong Chen et Simon Donaldson, pour avoir prouvé une conjecture sur les variétés de Fano restée longtemps ouverte ; la conjecture stipule qu'une variété de Fano admet une métrique de Kähler-Einstein si et seulement si elle est K-stable. Une première version, moins précise, de cette conjecture a été formulée dans les années 1980 par Shing-Tung Yau, celui qui avait précédemment prouvé la conjecture de Calabi. La conjecture a ensuite reçu une formulation précise par Donaldson, basée en partie sur des travaux antérieurs de Gang Tian. La solution de Chen, Donaldson et Sun a été publiée dans le Journal of the American Mathematical Society en 2015 sous la forme d'une série de trois articles : « Kähler-Einstein metrics on Fano manifolds, I, II and III »,. 

## Publications (sélection)
- Simon Donaldson et Song Sun, « Gromov-Hausdorff limits of Kähler manifolds and algebraic geometry », Acta Math., vol. 213, no 1,‎ 2014, p. 63–106 (DOI 10.1007/s11511-014-0116-3)
- Xiuxiong Chen, Simon Donaldson et Song Sun, « Kähler-Einstein metrics on Fano manifolds. I: Approximation of metrics with cone singularities », J. Amer. Math. Soc., vol. 28, no 1,‎ 2015, p. 183–197 (DOI 10.1090/S0894-0347-2014-00799-2, arXiv 1211.4566)
- Xiuxiong Chen, Simon Donaldson et Song Sun, « Kähler-Einstein metrics on Fano manifolds. II: Limits with cone angle less than 2π », J. Amer. Math. Soc., vol. 28, no 1,‎ 2015, p. 199–234 (DOI 10.1090/S0894-0347-2014-00800-6, arXiv 1212.4714)
- Xiuxiong Chen, Simon Donaldson et Song Sun, « Kähler-Einstein metrics on Fano manifolds. III: Limits as cone angle approaches 2π and completion of the main proof », J. Amer. Math. Soc., vol. 28, no 1,‎ 2015, p. 235–278 (DOI 10.1090/S0894-0347-2014-00801-8, arXiv 1302.0282)